# رشد بازمانده

شیوع کوتاه‌قدی در کودکان زیر ۵ سال به تفکیک منطقه

رشد بازمانده (به انگلیسی: Stunted growth)، که همچنین به عنوان بازماندگی، کوتاهی رشد یا شکست خطی شناخته می‌شود، به عنوان اختلال در رشد و تکامل تعریف می‌شود که با قد کم برای سن آشکار می‌شود. این نشانهٔ تظاهرات سوءتغذیه (تغذیه کم) است و می‌تواند ناشی از عوامل درون‌زا (مانند ناامنی غذایی مزمن) یا عوامل برون‌زا (مانند عفونت انگلی) باشد. اگر این مشکل در ۱۰۰۰ روز اول از زمان لقاح تا دوسالگی اتفاق بیفتد تا حد زیادی غیرقابل برگشت است. تعریف بین‌المللی کوتاه‌قدی در دوران کودکی، به کودکی گفته می‌شود که مقدار قد وی در سن کمتر از ۲- انحراف استاندارد از میانگین استانداردهای رشد کودکان سازمان جهانی بهداشت (WHO) است. بازماندگی رشد با فقر، سوءتغذیه و سلامت ضعیف مادر، بیماری‌های مکرر و/یا شیوه‌های تغذیه نامناسب و مراقبت در سال‌های اولیه زندگی همراه است.